# Decim Junije Brut Kalaik
Decim Junije Brut Kalaik (Decimus Junius Brutus Callaicus)  je bio Rimski konzul 138. godine prije Krista zajedno s Publijem Kornelijem Scipionom Nasica Serapiom . Bio je političar iz struje Optimata i vojni zapovjednik u Hispaniji i u Iliriji. Bio je sin Marka Junija Bruta (konzul 178. pne.) I brat Marka Junija Bruta ( pretor 88. pr. Kr.). Imao je sina koji se također zvao Decim Junije Brut (konzul 77. pr. Kr.), A njegov unuk bio je Decimus Junius Brutus Albinus .
Decim Junije Brut je pripadao optimatama, političkoj frakciji koja je podržavala aristokratske interese, a suprotstavljala se pučkim tribunima (predstavnici plebsa) i populare, političkoj frakciji koja je zagovarala prava siromašnih i željela reforme pomozi im. Za vrijeme njegovog konzulata, on i njegov kolega P. Kornelije Scipion Nasica suprotstavili su se pučkim tribunima. Pučki tribun Gaj Kuriat poslao je oba konzula u zatvor jer nisu dopustili tribunima biranje deset ljudi koji će biti izuzeti iz vojne službe. Dvojica konzula također su se usprotivila prijedlogu tribuna za kupnju žitarica iz inozemstva jer je cijena žita rasla. Scipion Nasica održao je govor koji je utišao nemirni plebs.

## Kampanje u Lusitaniji i južnoj Galeciji
Appian (koji je pogrešno identificirao Decima Junija Bruta Kalaika kao pretora zvanog Sextius Junije Brut) je napisao da je (138. g. Pr. Kr.) Brut poslan u rimsku provinciju Hispania Ulterior (Španjolska, u modernoj Andaluziji na jugu) radi obračuna s mnogim gerilskim skupinama koje su jurišala na Luzitaniju oponašajući Virijata, luzitanskog poglavara koji je vodio Luzitanski rat (ili Vatreni rat, 155–139. pr. Kr.) protiv Rimljana i koji je ubijen godinu ranije. Gerilske skupine su napale Lusitaniju, koja se nalazila između rijeka Durius Duero ) i Tajo, na sjeverozapadnom dijelu Hispanije Ulterior. Pokrivao je središnje i sjeverne dijelove današnjeg Portugala, kao i dio današnje zapadne Španjolske.
Brut nije mogao progoniti gerilce preko područja koje se protezalo od rijeka Lethe (Limia) i Durija do rijeke Baetis (Guadalquivir). To je bilo prostrano područje koje se protezalo od Galecije, u današnjoj sjeverozapadnoj Španjolskoj i sjevernom Portugalu, do ruba rimske provincije Hispania Ulterior. Te je napao njihove gradove radi osvete, uništenja njihovih domova i pljačke za svoju vojsku, uništavajući sve što mu se našlo na putu. Žene su se hrabro borile sa svojim muškarcima. Neki ljudi su pobjegli u planine i kad su zatražili pomilovanje, Brut je uzeo njihove stvari kao novčanu kaznu. Godine 137. pr. Kr. Brut je prešao rijeku Durius i ušao u Galeciju. Brut je također stigao do rijeke Lethe koja teče iz izvora u Galeciji blizu današnje Španjolske granice s Portugalom, a ima ušće ima na obali sjevernog Portugala. Appian je napisao kako je Brut bio prvi Rimljanin koji je pomislio prijeći ga. Lethe je također bilo ime mitske rijeke iz podzemlja, pa su je praznovjerni rimski vojnici odbili prijeći dok je sam Brut nije prešao. Brut je također prešao Nimis (rijeka koja nije identificirana, ali je vjerojatno bila Minho u Galiciji, čiji posljednji dio čini današnju sjevernu Portugalsku granicu. Pokrenuo je napad na Bracare, pleme južne Galicije sa središtem u suvremenoj Bragi u Portugalu, jer su napali njegovu opskrbu prtljagom. Borbene žene ubile su sebe i svoju djecu kad su zarobljene. Brojni su se gradovi predali, ali su se potom pobunili. Jedan od njih bio je Talabriga. Brut je naredio stanovnicima da predaju dezertere, zatvorenike, taoce i njihovo oružje te napuste grad. Budući da nisu poslušali, dao ih je okružiti vojnicima kako bi ih preplašili, a zatim im je uzeo konje, namirnice i javni novac, no vratio im je grad. Kad je završio kampanju, Brut se vratio u Rim.
Brut je vjerojatno prešao u Lusitaniju sa sjeverne strane rijeke Tejo jer Apijan nije spomenuo nikakav prijelaz ove rijeke.  Napredovao je od središnjeg Portugala do sjevernog Portugala. Utvrdio je grad Olissipo (moderni Lisabon ). Talabrigu (Marnel, blizu Águeda), je morao zauzeti prije prelaska Durius jer se nalazi u Središnjoj Portugalskoj regiji, koja je na jugu ove rijeke. Utvrđeni položaj izgrađen je u Vissaiumu (Viseu), koji se također nalazi regiji Centro. Kao što je već napomenuto, nakon razorne Luzitanije Brut je također stigao u južnu Galeciju.
Cividade de Terroso u predgrađu modernog Póvoa de Varzim je bio jedan od glavnih gradova u središtu izvorne Castro kulture, koja se nalazila u primorskom dijelu današnjeg sjevernog Portugala, koji je imao značajan utjecaj Kartaške kulture i trgovine. Arheološka nalazišta pokazuju jasne znakove potpunog razaranja i spaljivanja koji datiraju iz vremena Decima Junija Bruta. Nakon uništenja grad je obnovljen prema rimskim principima.
Decim Junije Brut umirio je Lusitaniju i južnu Galeciju. Način na koji su Rimljani držala suverenost nad narodima ovog područja nije jasan zbog nedostatka informacija. Vjerojatno su bili prisiljeni postati rimski saveznici poput nekih Keltiberijskih naroda koji su živjeli dalje na istoku. Došlo je i do kasnijih sukoba između Rimljana i Luzitanaca. Lusitania i Galecia su pripojeni Rimskom carstvu kasnije, kada je August proveo reorganizaciju rimske provincije Hispanija, prije ili poslije Kantabrijskih ratova koji su trajali 29-19 godine prije Krista (u Asturias i Cantabria, na sjeveru Gallaecia) u kojoj je ugušio zadnju pobunu protiv Rimljana na poluotoku. Lusitanija je uspostavljena kao nova provincija. Gallaecia je postala dio Hispanije Tarraconensis, nove i veće provincije koja je zamijenila provinciju Hispania Citerior, uključujući centralnu i južnu Španjolsku.

## Sudjelovanje u ratu protiv Vaceja
137. pr. Kr. Decim Junije Brut također se uključio u pohod protiv Vaceja, koji su živjeli zapadno od Celtiberiana i nedaleko od Lusitanije. Zapovjednici rimske provincije Hispanije Citerior (na istočnoj obali današnje Španjolske, što približno odgovara modernoj Kataloniji i Valenciji) borili su se u Numantinskom ratu (143-133. Pr. Kr.), pobuni Kelta koji su živjeli na zapadu Hispanije Citerior. Rat je bio usredotočen na grad Numantiju, koji je bilo teško zauzeti, izdržavao je deset godina. 137. pne. Konzul Marko Emilije Lepid Porkina poslan je u Hispaniju Citerior da nastavi rat nakon što je rimski senat odbio mirovni ugovor sklopljen od drugog konzula iste godine, Gaja Hostilija Mancina. Emilije nije želio držati svoju vojsku u leru dok je čekao upute iz Rima, vjerojatno je bio pohlepan za slavom i plijenom. Lažno je optužio Vaceje da pomažu Celtibercima kao izgovor za rat. Pustošio je selo i provodio opsadu Palantije, njihovog glavnog grada. Uvjerio je Bruta, koji je tada bio zapovjednik Hispanije Ulterior i njegov šogor, da mu se pridruži. Stigli su glasnici iz senata i pitali zašto je Emilije tražio novi rat. Upozorili su ga da ne nastavlja napade na Vaceje. Emilije ih je poslao natrag u Rim te napisao da bi bilo opasno napustiti rat. Opsada je trajala dugo, tijekom čega je Rimljanima nedostajalo hrane, a mnogi su ljudi i sve životinje umrli. Emilije i Brut su se na kraju morali povući, čineći to na vrlo neuredan način. Palantinci su napadali bokove i stražnju stranu te pobili mnogo ljudi. Kad je Rim čuo za to, Emilije je opozvan, lišen pozicije zapovjednika i konzula te kažnjen novčanom kaznom. Čini se da Brut nije kažnjen.

## Ostale činjenice
Drevni rimski povjesničar Livije napisao je da su se 138. pne., kada su Decim Junije Brut i njegov konzularni kolega Publije Kornelije Nasica držali vojnu pristojbu, "nešto se dogodilo ispred novaka što im je poslužilo kao primjer". Čovjek je pred plebejskim tribunima optužen za napuštanje vojske u Hispaniji. Osuđen je, "poslan pod jaram, kažnjen šipkama i prodan za jedan sestercij ."
138. pne. Decim Junije Brut je osnovao rimsku koloniju "Valentia Edetanorum" (današnja Valencia ) u Hispaniji Citerior. Valentia, što znači hrabrost, nazvana je u čast hrabrosti rimskih vojnika. Edetanorum je značilo da se grad nalazio na teritoriju Edetanaca, iberijskog naroda. Izgrađena je na mjestu iberijskog grada. Livije kaže da je Valentia osnovana kako bi vojnici koji su se borili pod Viriathusom, luzitanskim vođom dobili zemlju.
136. pne. je Rimski senat dodijelio Brutu trijumf i dao mu nadimak Kalak ili Callaecus (pobjednik protiv Callaeci / Gallaeci) Nepoznatog datuma je sagradio hram Cirkusa Flaminiusa za koji se smatra da je bio posvećen Herkulu Callaicus. Ovo je bila jedna od mnogih javnih zgrada Callaicus koje je sagradio prihodima od ratnog plijena. Svi su imali natpise Lucija Accija, tragičnog pjesnika. U hramu je dao podići kolosalni kip sjedećeg Marsa.
Brut je bio zaštitnik Lucija Acija, koji je napisao tragediju o tiraniji Lucija Tarkvinija Oholog, posljednjeg rimskog kralja, i njegovo protjerivanje od strane Lucija Junija Bruta (osnivača Rimske Republike i Kalakovog pretka) naslovljenog Brut u čast njegovog zaštitnika.
Godine 129. prije Krista, prema Liviju, Brut je pomogao konzulu Gaju Semproniju Tuditanu, koji se „isprva bezuspješno borio protiv Jopoda [plemena u Iliriji ], ali poraz je nadoknađen pobjedom izvojevanom pomoću Decima Junija Bruta“. Međutim, prema Appianu, "Sempronije Tuditan i Tiberije Pandusa su ratovali s Aplskim Jopodima i čini se da su ih pokorili." Ovo je bio posljednji povijesni zapis o Kalaku.
Ciceron kaže da je Kalak imao neobičnu naviku izvoditi libacije (izlijevanje tekućine kao prinos Bogu ili duhu ili u spomen na mrtve) za mrtve u prosincu, umjesto u veljači, kako je to bilo uobičajeno. Plutarh je istražio niz mogućih objašnjenja ove posebnosti: (1) budući da su mrtvi počašćeni na kraju dana, možda bi bilo razumno to učiniti na kraju godine; (2) možda ne bi bilo prikladno počastiti mrtve na početku sjetve, doba novog života; (3) Prosinac je bio posvećen Saturnu, koji je bio bog podzemlja; ili, (4) da je "Brut smatrao prikladnim darovati mrtve prvim plodovima" veselja na festivalu Saturnalije. Plutarh se također zapitao je li pogrešna "ova izjava, kako je jedino Brut prinosio žrtve mrtvima u ovom mjesecu". "Jer u prosincu se daju prinosi Larentiji i donose libacije na njezin grob." Larentia je bila mitska žena povezana s Laresima, duhovima predaka koji su bili božanstva čuvara obitelji, kvartova, prometnica, morskih puteva, poljoprivrede, stoke, gradova, gradova i države.
Prema Mastrocinqueu, 122. g. pr. Kr. Kalaj je sudjelovao u suzbijanju pokreta koji je vodio Gaj Sempronije Grak .